# Del suo veloce volo (singolo)
Del suo veloce volo è un singolo di Franco Battiato e Antony, pubblicato il 12 novembre 2013 dalla Universal Music come estratto dall'omonimo album dal vivo.

## Descrizione
La canzone è un adattamento in italiano di Battiato del brano Frankenstein di Antony, già cantato dai due nell'album Fleurs 2. Il pezzo originale in inglese era stato pubblicato sull'EP del 2005 Hope There's Someone.

## Video musicale
Il videoclip, diretto da Gianluca Calu Montesano, è stato pubblicato il 20 novembre 2013 sul canale Youtube di Battiato.

## Tracce
1. Del suo veloce volo – 4:03 (testo: Franco Battiato e Manlio Sgalambro – musica: Antony Hegarty)